# Wolf Schneider
Wolf Schneider (ur. 7 maja 1925 w Erfurcie, zm. 11 listopada 2022 w Starnbergu) – niemiecki dziennikarz, publicysta i krytyk językowy.

## Życiorys
Swoją karierę dziennikarską rozpoczął w 1947 r. w monachijskim „Neue Zeitung”, po czym pracował dla Nachrichtenagentur AP, „Süddeutsche Zeitung”, „Stern” i „Die Welt”. Prowadził także NDR-Talkshow. W latach 1979–1995 kierował szkołą dziennikarską w Hamburgu. Uczył w pięciu szkołach dziennikarskich.
Autor książek popularnych poruszających problematykę języka niemieckiego (Deutsch!, Speak German!, Deutsch für junge Profis) oraz inne tematy (Glück!, Der Mensch. Eine Karriere).
Krytykował niemiecką reformę ortograficzną.